# سیارک ۱۴۵۷۶
سیارک ۱۴۵۷۶ (به انگلیسی: 14576 Jefholley، نامگذاری:1998QO92) چهارده هزار و پانصد و هفتاد و ششمین سیارک کشف شده‌است که در ۲۸ اوت ۱۹۹۸ کشف شد.
قدر مطلق سیارک برابر ۱۷.۸ است.